# Electric Callboy
Electric Callboy (conhecida anteriormente como Eskimo Callboy) é uma banda alemã de electronicore formada em Castrop-Rauxel em 2010. Eles adotam uma abordagem mais descontraída do gênero e são conhecidos por suas músicas, shows ao vivo e vídeos cômicos.

## História

### Lançamentos iniciais eBury Me in Vegas(2010–2013)

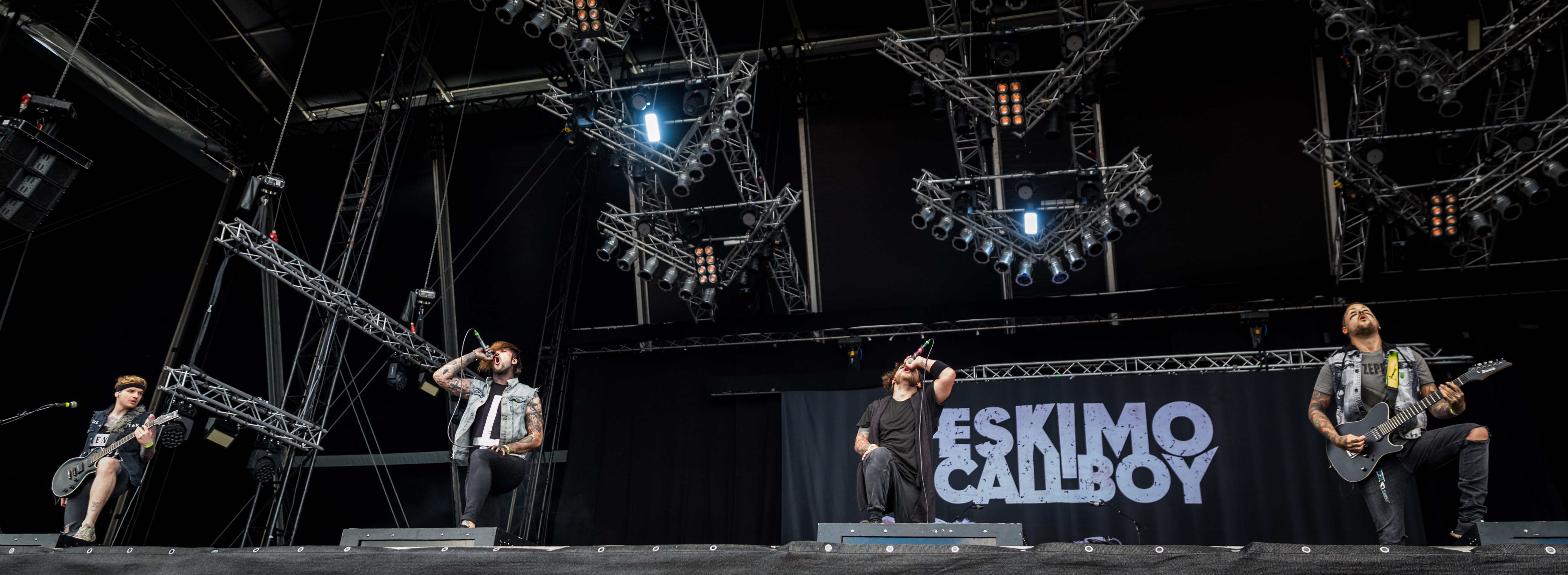
Electric Callboy ao vivo no Wacken Open Air 2016

O primeiro extended play (EP) autointitulado foi lançado em 2010 e distribuído pela loja alemã EMP. Posterirmente, a banda relançou o EP através da gravadora Redfield Records. A banda foi uma banda de apoio para grupos como Bakkushan, Callejon, Ohrbooten, We butter The Bread With Butter e Neaera.
Em festivais, o grupo dividiu o palco com bandas como Casper, Distance in Embrace e Rantanplan. Em 2011, eles tocaram no Traffic Jam Open Air e no Mair1 Festival. Seu álbum de estreia, Bury Me in Vegas, foi lançado em 23 de março de 2012 em todo o mundo pela Redfield Records. Entre 28 e 30 de setembro de 2012, a banda fez uma turnê pelo Japão na Geki Rock Tour. Depois do Geki Rock, o grupo fez uma turnê pela pela China e pela Federação Russa. Em outubro e novembro de 2012, o Electric Callboy foi uma banda de abertura ao lado da dupla Electro WassBass (fundada por Nico do K.I.Z) para o Callejon em sua turnê Blitzkreuz, que passou pela Alemanha e Áustria. No último show da turnê, no Live Music Hall em Colônia, em 10 de novembro de 2012, nove fãs ficaram feridos depois que pedaços do teto caíram na área do moshpit. O show foi interrompido e remarcado para 23 de fevereiro de 2013, no E-Werk, em Colônia. A banda não se apresentou na nova data porque estavam em turnê ao lado de The Browning, Close to Home e Intohimo pela Europa naquele período.
Em 17 de novembro de 2012, a banda anunciou, após um show em Düsseldorf que estava se separando de seu baterista Michael Maletzki; ele foi substituído por David Friedrich. Em abril de 2013, a banda fez sua primeira turnê nos Estados Unidos ao lado de Kottonmouth Kings e Deuce. Em agosto de 2013, a banda fez uma aparição no Wacken Open Air, bem como na Geki Rock Tour no Japão. A banda foi indicada ao Up And Coming (prêmio de melhor estreante) no Metal Hammer Awards alemão, realizado em Berlim, em 13 de setembro de 2013, que ganhou.

### We Are the Mess,Crystals,The Scene,Rehabe saída de Biesler (2013–2020)

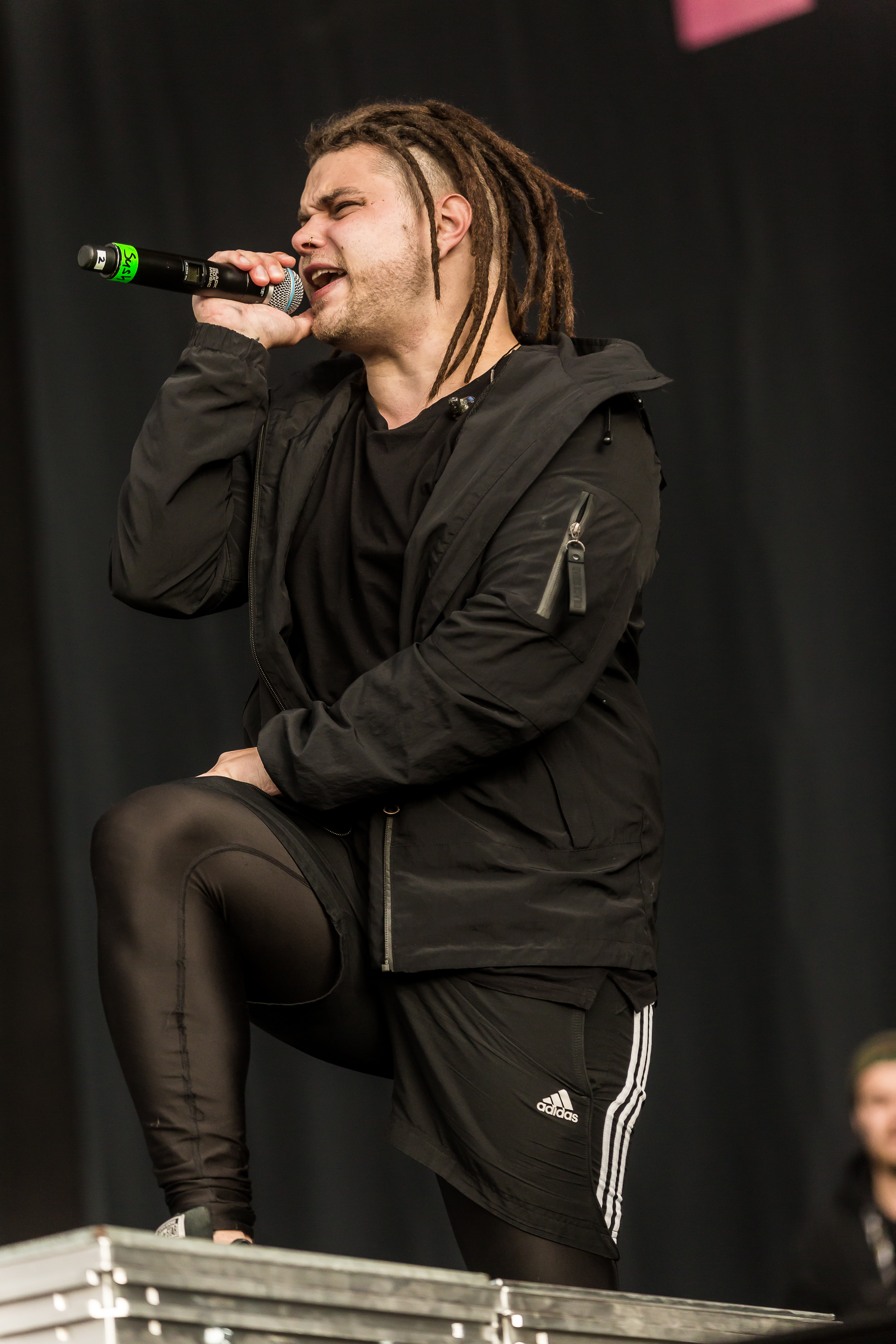
O vocalista original Sebastian "Sushi" Biesler se apresentando com a banda em 2018.

A banda começou a gravar seu segundo álbum no Kohlekeller Studios junto com o produtor Kristian Kohlmannslehner no outono de 2013. O álbum, We Are the Mess, foi lançado em 10 de janeiro de 2014 pela Redfield Records e Warner Music Japan. A banda fez cinco shows de lançamento na Alemanha com o apoio do Annisokay. We Are the Mess alcançou o 8º lugar nas paradas oficiais de long-play da Alemanha e o 64º lugar na Áustria. A banda fez uma turnê no Japão para promover seu álbum. Em março daquele ano, a banda fez uma turnê pela Europa com o apoio de Iwrestledabearonce, Her Bright Skies e To the Rats and Wolves.
Em agosto de 2019, a banda lançou o single "Hurricane" de seu quinto álbum de estúdio. O álbum, Rehab, foi lançado em 1º de novembro de 2019. Após o lançamento de Rehab, a banda embarcou em sua Rehab European Tour 2019.
No dia 12 de fevereiro de 2020, a banda anunciou em suas redes sociais que o vocalista anterior, "Sushi", deixaria a banda. "Sushi" iniciou um novo projeto chamado "Ghostkid".

### Entrada de Sallach, sucesso internacional, mudança de nome eTekkno(2020-presente)
Em 24 de abril de 2020, o vocalista Kevin Ratajczak anunciou no YouTube que a busca por um novo cantor havia terminado. Após uma fase de inscrição, um vídeo foi publicado em 4 de junho de 2020, anunciando que Nico Sallach (ex-vocalista da banda To the Rats and Wolves)  seria o novo vocalista da banda. No dia 19 de junho de 2020, a banda lançou a música "Hypa Hypa". No dia 24 de julho de 2020, a banda lançou a música "Hate/Love". Em 11 de setembro de 2020, a banda lançou o EP MMXX.
No dia 3 de setembro de 2021, a banda lançou a música "We Got the Moves". No dia 3 de dezembro de 2021, a banda lançou a música "Pump It". Em 6 de dezembro de 2021, a banda anunciou através de sua conta no Twitter que inscreveu "Pump It" na seleção nacional alemã para o Festival Eurovisão da Canção 2022, mas acabou não sendo incluída na lista final de participantes.
Em 22 de dezembro de 2021, a banda anunciou através do Instagram que estava removendo músicas antigas de todas as plataformas devido a letras ofensivas e que estava reconsiderando o nome da banda. Em 9 de março de 2022, eles anunciaram que passariam a se chamar Electric Callboy a partir de agora. A banda mudou a palavra "Eskimo" para "Electric" porque ela pode ser visto como um nome depreciativo para os povos Inuit e Yupik do Ártico. Posteriormente, eles relançaram a arte de seus álbuns anteriores com seu novo nome.
Em 8 de abril de 2022, a banda lançou sua primeira música com seu novo nome, "Spaceman", com participação do rapper Finch. Em 15 de abril de 2022, Electric Callboy anunciou seu novo álbum de estúdio, Tekkno, que foi lançado em 9 de setembro de 2022, com os singles lançados anteriormente "We Got the Moves" e "Pump It", além de "Spaceman".
Em 8 de julho de 2022, a banda lançou uma música chamada "Fckboi", com a banda americana de metalcore Conquer Divide. No dia 19 de agosto de 2022, a banda lançou a música "Hurrikan". A data de lançamento do álbum foi alterada para 16 de setembro de 2022.
Tekkno entrou nas paradas alemãs em primeiro lugar na primeira semana após o lançamento, a classificação mais alta alcançada por qualquer disco do Electric Callboy. Na semana seguinte, eles tiveram que adiar sua turnê pelo Reino Unido e França, além de cancelar sua participação na turnê americana Level-Up com Attack Attack! devido a uma infecção na mandíbula e no ouvido médio do vocalista Nico Sallach.

## Estilo musical e influências
O estilo musical da banda pode ser descrito como electronicore, metalcore, metalcore melódico, post-hardcore, EDM, rock cômico, dubstep, e electro. Os músicos citaram bandas como Asking Alexandria e Attack Attack! como suas influências musicais. Seu vocalista afirmou que os músicos não têm vontade de fazer parte da "cena musical hardcore".
The lyrics deal with themes such as getting drunk, parties, and sex. The band call their music "Porno Metal". In an interview with the German magazine FUZE, vocalist Sebastian Biesler said that their lyrics only use clichés in a satirical way. German Metal Hammer magazine published a positive review of the band, writing, "This is why Eskimo Callboy is enjoyable: because they dismiss themselves and let the fun rule".

## Membros da banda

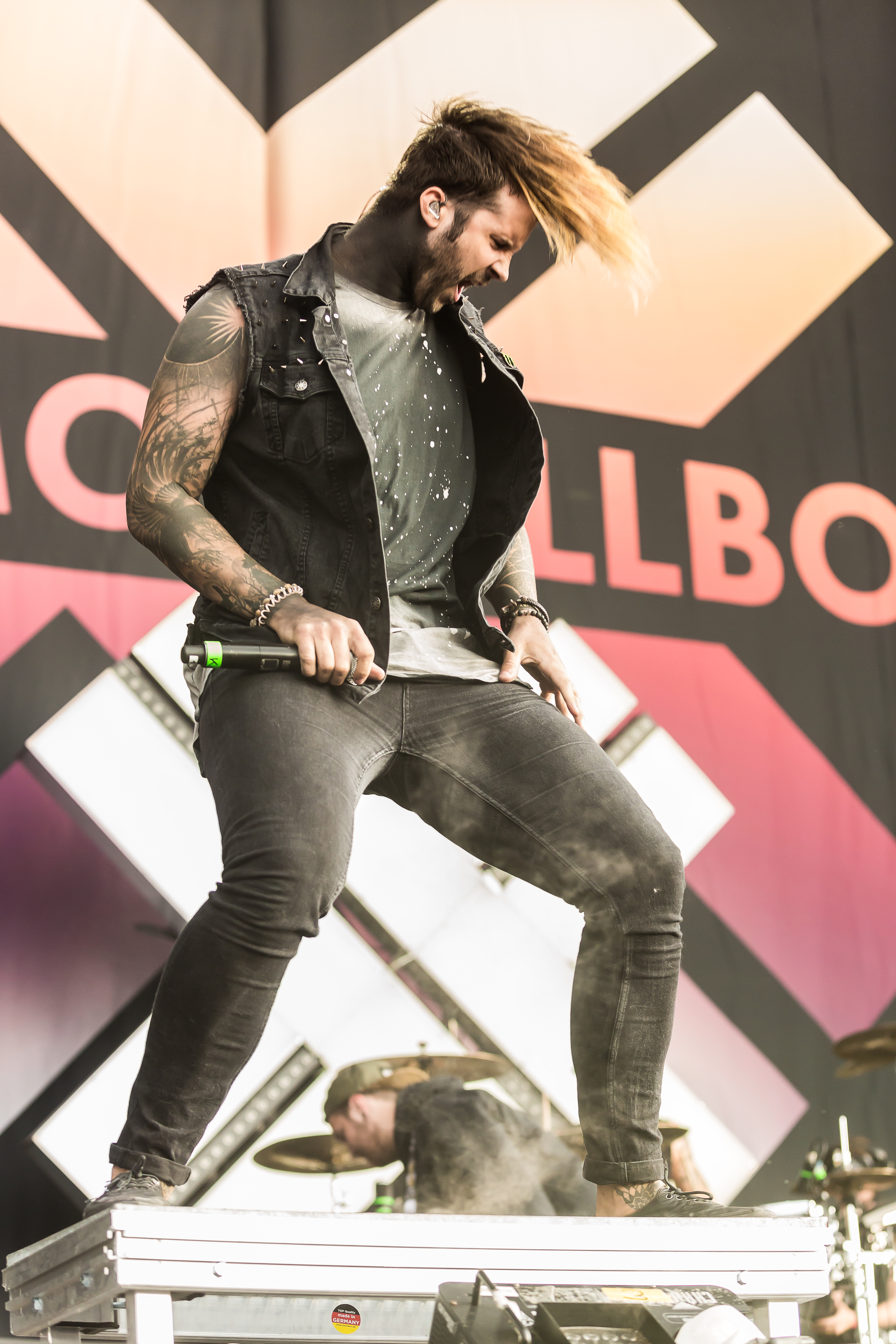
Kevin Ratajczak
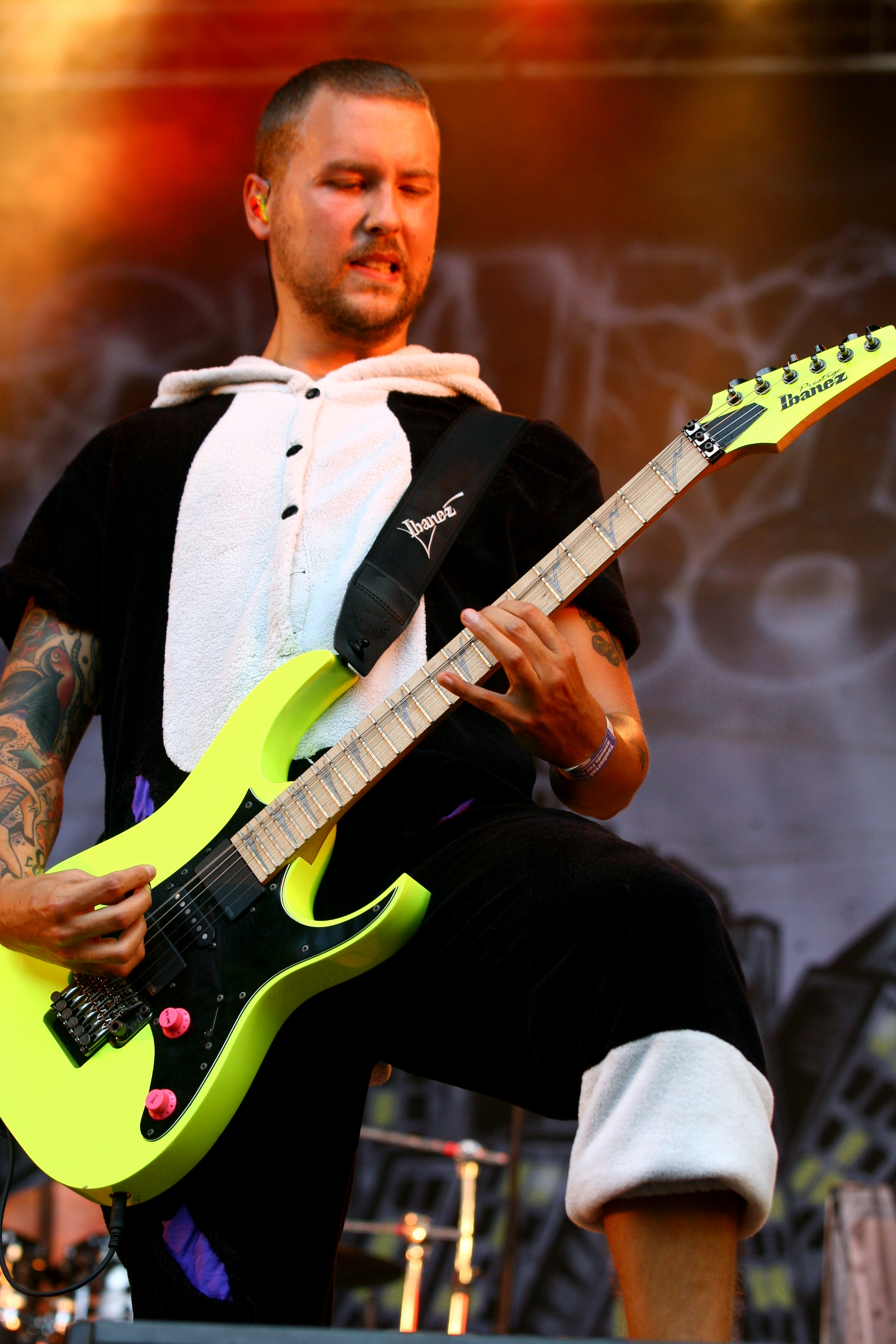
Daniel "Danskimo" Haniß
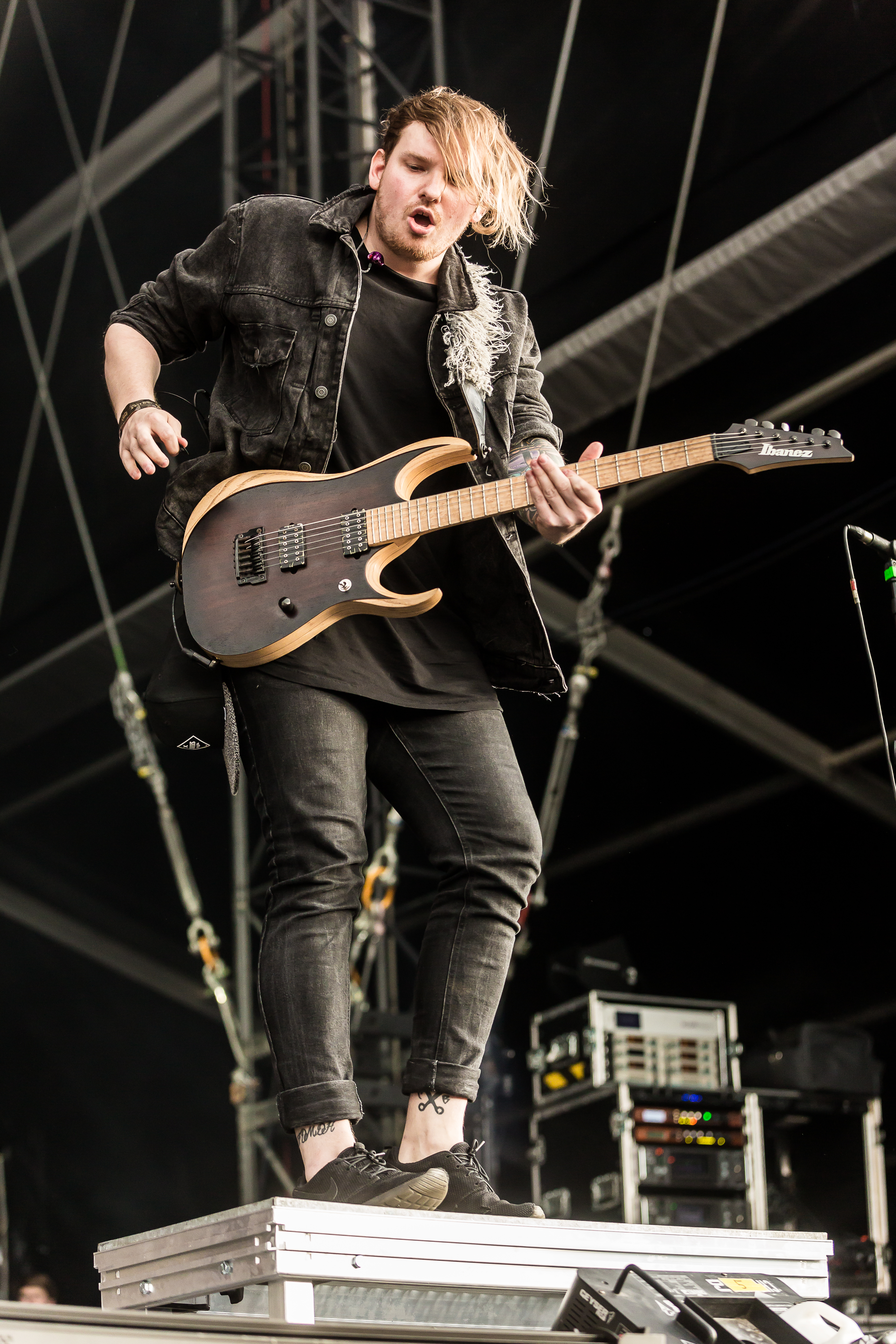
Pascal Schillo
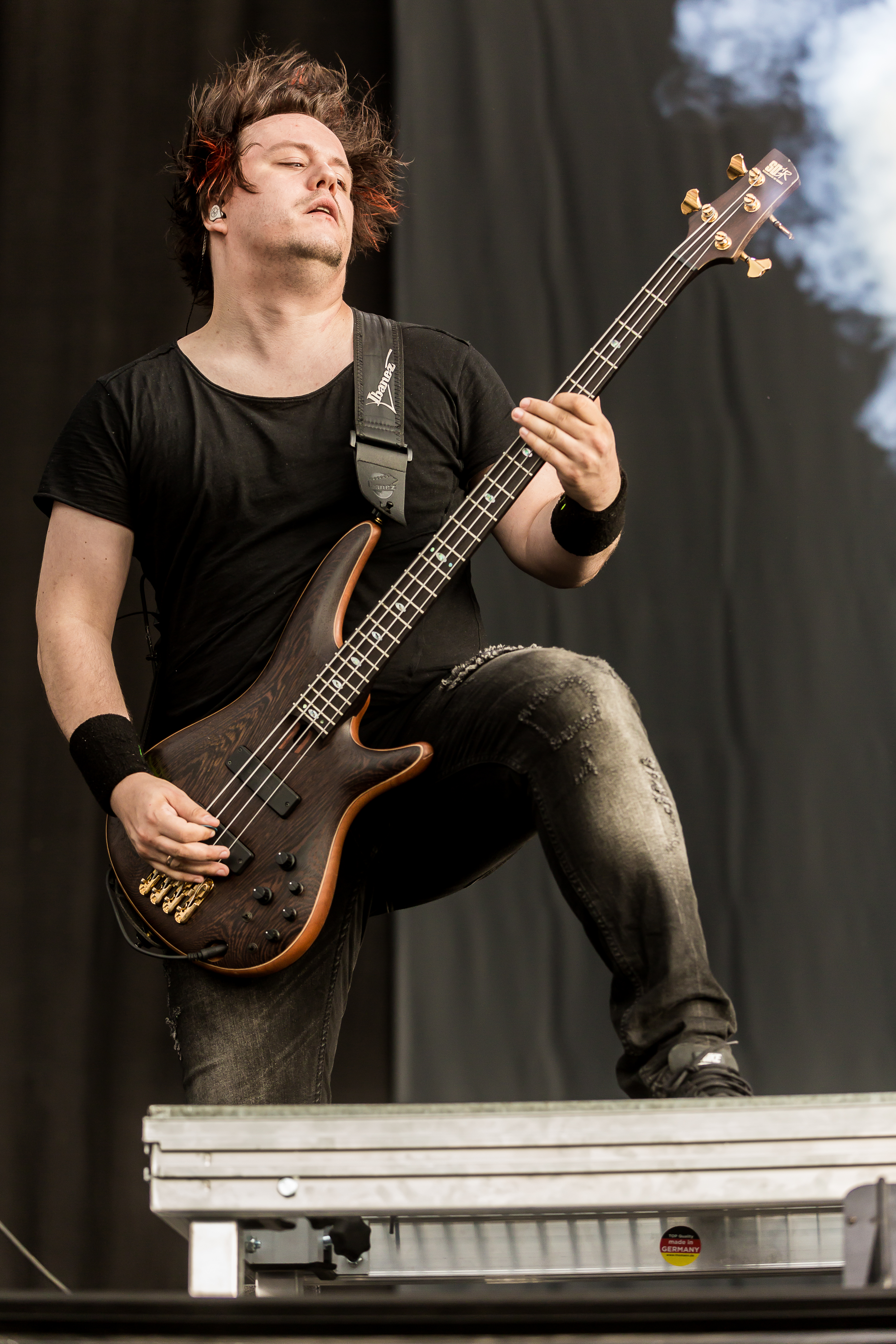
Daniel Klossek
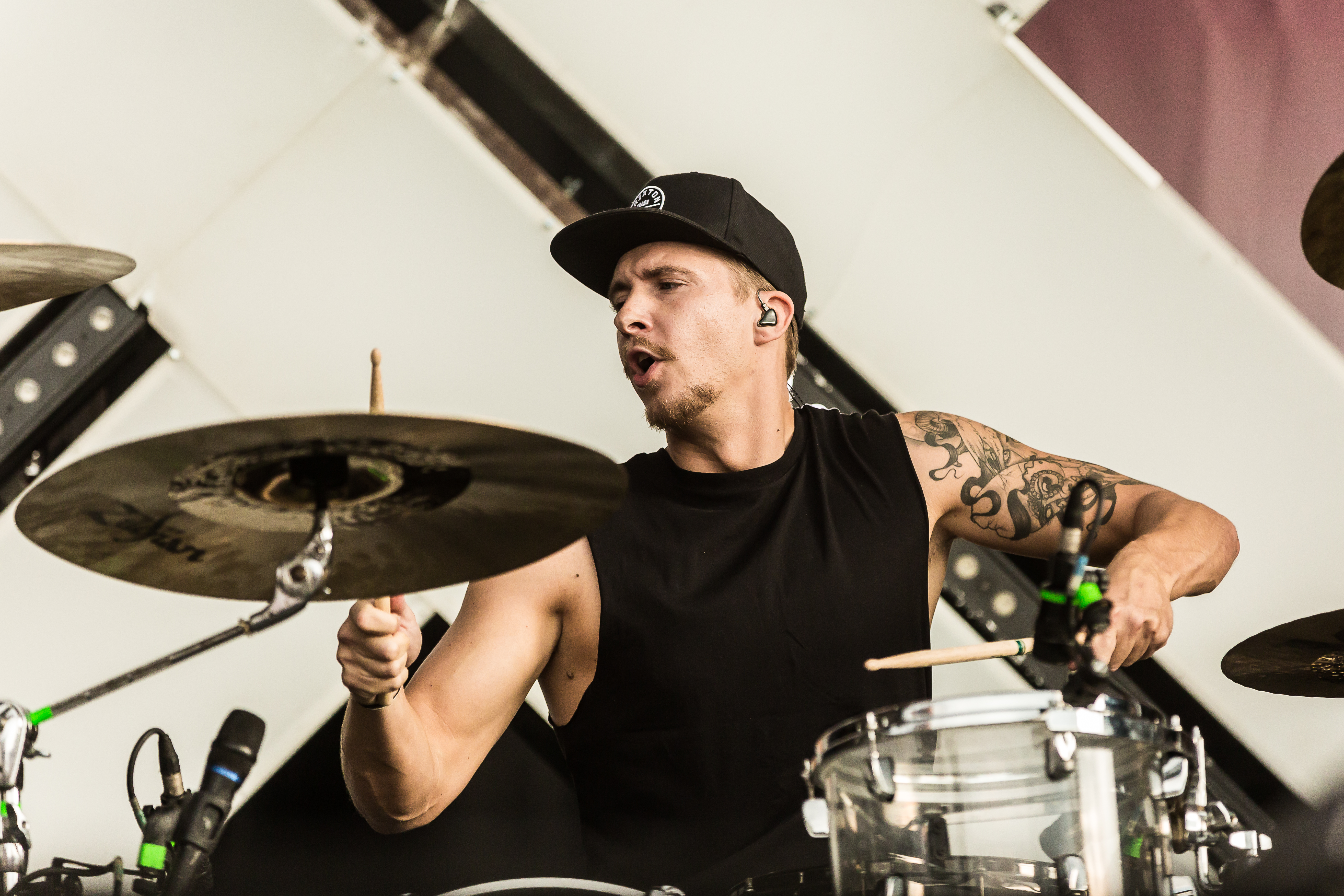
David-Karl Friedrich
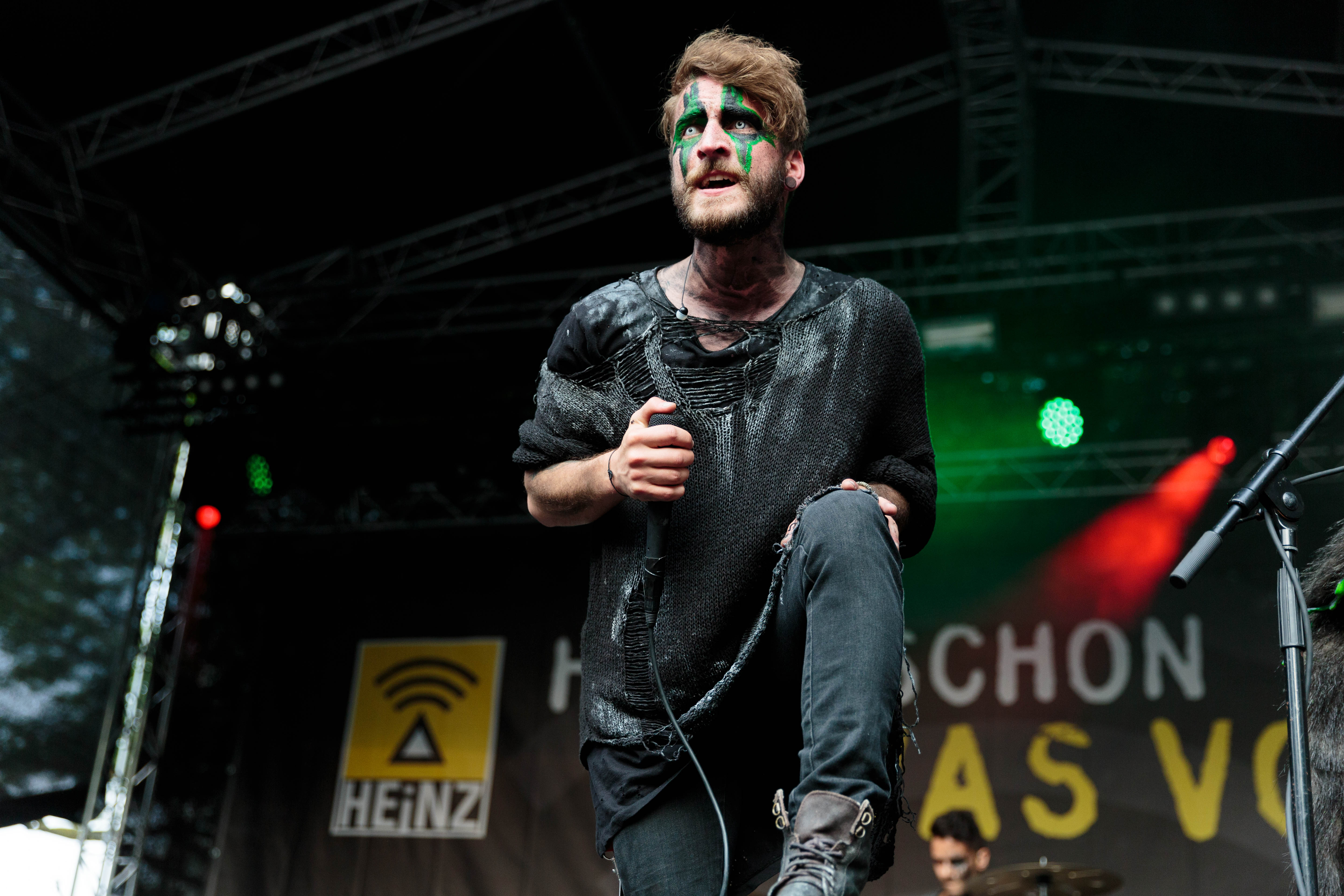
Nico Sallach

Membros atuais
- Kevin Ratajczak – vocais, teclados, programação (2010-presente)
- Daniel "Danskimo" Haniß – guitarra solo (2010-presente)
- Pascal Schillo – guitarra base, backing vocals (2010–presente)
- Daniel Klossek – baixo, backing vocals (2010–presente)
- David-Karl Friedrich – bateria (2012-presente)
- Nico Sallach - vocais (2020-presente) [42]

Membros antigos
- Michael "Micha" Malitzki – bateria (2010–2012 convidado 2022)
- Sebastian "Sushi" Biesler – vocais (2010–2020)

Linha do tempo

## Discografia

### Álbuns de estúdio
| Título           | Detalhes do álbum                                                                                                 | Posições de pico | Posições de pico | Posições de pico | Posições de pico | Posições de pico | Posições de pico | Posições de pico | Posições de pico |
| Título           | Detalhes do álbum                                                                                                 | Alemanha         | EUA              | AUT              | BEL(FL)          | BEL(WA)          | FIN              | LND              | SWI              |
| ---------------- | --- | ---------------- | ---------------- | ---------------- | ---------------- | ---------------- | ---------------- | ---------------- | ---------------- |
| Bury Me in Vegas | - Lançado: 23 de março de 2012 - Selo: Redfield - Formato: CD                                                     | 65               | -                | -                | -                | -                | -                | -                | -                |
| We Are the Mess  | - Lançado: 10 de janeiro de 2014 - Selo: Redfield - Formato: CD, LP, download digital, streaming                  | 8                | -                | 64               | -                | -                | -                | -                | -                |
| Crystals         | - Lançado: 20 de março de 2015 - Selo: Spinefarm - Formato: CD, download digital, streaming                       | 6                | -                | 54               | -                | -                | -                | -                | 70               |
| The Scene        | - Lançado: 25 de agosto de 2017 - Selo: People Like You, Century Media - Formato: CD, download digital, streaming | 6                | -                | 14               | -                | -                | -                | -                | 89               |
| Rehab            | - Lançado: 1º de novembro de 2019 - Selo: Century Media - Formato: CD, download digital, streaming                | 16               | -                | 65               | -                | -                | -                | -                | -                |
| Tekkno           | - Lançado: 16 de setembro de 2022 - Selo: Century Media - Formato: CD, LP, download digital, streaming            | 1                | 66               | 3                | 9                | 123              | 13               | 27               | 6                |

### Extended Plays(EPs)
| Título         | Detalhes do EP                                                                                     |
| -------------- | -------------------------------------------------------------------------------------------------- |
| Eskimo Callboy | - Lançado: 3 de setembro de 2010 - Selo: Tone Df, Redfield - Formato: CD                           |
| MMXX           | - Lançado: 11 de setembro de 2020 - Selo: Century Media - Formato: CD, download digital, streaming |

### Singles
| Título                                  | Ano  | Posições de pico | Álbum            |
| Título                                  | Ano  | Alemanha         | Álbum            |
| --------------------------------------- | ---- | ---------------- | ---------------- |
| "Is Anyone Up?"                         | 2011 | -                | Bury Me in Vegas |
| "We Are the Mess"                       | 2013 | -                | We Are the Mess  |
| "Best Day"                              | 2015 | -                | Crystals         |
| "MC Thunder"                            | 2017 | -                | The Scene        |
| "Hurricane"                             | 2019 | -                | Rehab            |
| "Nice Boi"                              | 2019 | -                | Rehab            |
| "Prism"                                 | 2019 | -                | Rehab            |
| "Hypa Hypa"                             | 2020 | 77               | MMXX             |
| "Hate/Love"                             | 2020 | -                | MMXX             |
| "We Got the Moves"                      | 2021 | 93               | Tekkno           |
| "Pump It"                               | 2021 | 31               | Tekkno           |
| "Spaceman" (com Finch)                  | 2022 | 31               | Tekkno           |
| "Fuckboi" (com Conquer Divide)          | 2022 | -                | Tekkno           |
| "Hurrikan"                              | 2022 | -                | Tekkno           |
| "Everytime We Touch" (cover de Cascada) | 2023 | 95               | Single avulso    |
| "RATATATA"                              | 2024 | 55               | Single avulso    |
| "Elevator Operator"                     | 2025 | 54               | Single avulso    |

### Vídeos musicais
| Ano  | Título                                     | Diretor(es)                     |
| ---- | ------------------------------------------ | ------------------------------- |
| 2010 | "California Gurls" (cover de Katy Perry)   | Oliver Schillo                  |
| 2011 | "Is Anyone Up?"                            | Desconhecido                    |
| 2012 | "Muffin Purper-Gurk"                       | Eskimo Callboy                  |
| 2013 | "Cinema" (cover de Skrillex/Benny Benassi) | Oliver Schillo e Pascal Schillo |
| 2013 | "We Are the Mess"                          | Eskimo Callboy e Oliver Schillo |
| 2014 | "Final Dance"                              | Tommy Antonini e Eskimo Callboy |
| 2015 | "Crystals"                                 | Eskimo Callboy                  |
| 2015 | "Best Day" (com Sido)                      | Desconhecido                    |
| 2015 | "Baby (T.U.M.H.)"                          | Desconhecido                    |
| 2017 | "The Scene" (com Fronz)                    | Eskimo Callboy                  |
| 2017 | "MC Thunder"                               | Pascal Schillo e Oliver Schillo |
| 2017 | "VIP"                                      | Pascal Schillo e Oliver Schillo |
| 2018 | "Shallows"                                 | Christian Ripkens               |
| 2019 | "Hurricane"                                | Desconhecido                    |
| 2019 | "Nice Boi"                                 | Desconhecido                    |
| 2019 | "Prism"                                    | Desconhecido                    |
| 2020 | "Made by America"                          | Christian Ripkens               |
| 2020 | "Hypa Hypa"                                | Pascal Schillo e Oliver Schillo |
| 2020 | "Hate/Love"                                | Pascal Schillo e Oliver Schillo |
| 2020 | "MC Thunder II (Dancing Like a Ninja)"     | Pascal Schillo e Oliver Schillo |
| 2021 | "We Got the Moves"                         | Pascal Schillo e Oliver Schillo |
| 2021 | "Pump It"                                  | Pascal Schillo e Oliver Schillo |
| 2022 | "Spaceman" (com Finch)                     | Pascal Schillo e Oliver Schillo |
| 2022 | "Fckboi" (com Conquer Divide)              | Pascal Schillo e Oliver Schillo |
| 2022 | "Hurrikan"                                 | Pascal Schillo e Oliver Schillo |
| 2022 | "Arrow of Love"                            | Pascal Schillo e Oliver Schillo |
| 2022 | "Mindreader"                               | Mirko Witzki                    |
| 2023 | "Tekkno Train"                             | Pascal Schillo e Oliver Schillo |
| 2023 | "Everytime We Touch" (cover de Cascada)    | Pascal Schillo e Oliver Schillo |
| 2023 | "Parasite"                                 | Christian Ripkens               |
| 2024 | "RATATATA"                                 | Schillobros.                    |
| 2025 | "Elevator Operator"                        | Schillobros.                    |

## Prêmios e indicações

### Metal Hammer Awardsalemão
| Ano  | Trabalho indicado | Prêmio                                     | Resultado | Ref.         |
| ---- | ----------------- | ------------------------------------------ | --------- | ------------ |
| 2013 | "N/A"             | Up And Coming (prêmio de melhor estreante) | Venceu    | [ 9 ] [ 84 ] |

### Impericon Awards
| Ano  | Trabalho indicado  | Prêmio           | Resultado | Ref.   |
| ---- | ------------------ | ---------------- | --------- | ------ |
| 2020 | "Hypa Hypa"        | Best Video       | Venceu    | [ 85 ] |
| 2021 | "We Got the Moves" | Best Music Video | Venceu    | [ 86 ] |